# 道法寺駅
道法寺駅（どうほうじえき）は、石川県白山市道法寺町にある北陸鉄道石川線の駅である。駅番号はI13。

## 歴史
- 1915年（大正4年）6月22日：開業。
- 1921年（大正10年）8月1日：改軌、電化。

## 駅構造
島式1面2線のホームを持つ地上駅。無人駅である。ホームへの移動は、構内踏切を利用する。北陸鉄道の道法寺変電所が隣接する。

### のりば
| ホーム | 路線    | 方向 | 行先     | 備考             |
| ------ | ------- | ---- | -------- | ---------------- |
| 西側   | ■石川線 | 上り | 野町方面 | 駅前ロータリー側 |
| 東側   | ■石川線 | 下り | 鶴来方面 |                  |

## 利用状況
「白山市統計書」によると、近年の1日平均乗降人員は以下の通りである。
| 年度   | 1日平均 乗降人員 |
| ------ | ---------------- |
| 2000年 | 336              |
| 2001年 | 336              |
| 2002年 | 349              |
| 2003年 | 344              |
| 2004年 | 352              |
| 2005年 | 324              |
| 2006年 | 333              |
| 2007年 | 322              |
| 2008年 | 282              |
| 2009年 | 292              |
| 2010年 | 296              |
| 2011年 | 285              |
| 2012年 | 276              |
| 2013年 | 275              |
| 2014年 | 254              |
| 2015年 | 261              |
| 2016年 | 272              |
| 2017年 | 279              |
| 2018年 | 330              |
| 2019年 | 283              |
| 2020年 | 207              |

## 駅周辺
- 石川県道179号野々市鶴来線（鶴来街道）

## 隣の駅
北陸鉄道
■石川線
曽谷駅 (I12) - 道法寺駅 (I13) - 井口駅 (I14)